# Лоренсо Чафріон
Лоренсо Чафріон (ісп. Lorenzo Chafrión; *1696, Валенсія — 1749, Гранада) — іспанський художник.
Був учнем художника Коррадо Джякінто у Римі. Через деякий час повернувся у Валенсію, потім переїхав у Ґранаду, де в 1747 вступив в орден Капуцинів, завдяки чому відомий також як брат Матіас з Валенсії. Помер у 1749, втонувши у ставку.

## Творчість
В його творах домінують головним чином релігійні теми, найвідомішою його роботою є «Свята вечеря», яку він виконав у трапезній свого монастиря у Гранаді.